# Mauritia maculifera
Mauritia maculifera là một loài ốc biển, là động vật thân mềm chân bụng sống ở biển trong họ Cypraeidae, họ ốc sứ

## Phân loài
Four subspecies have been recognized:
- Mauritia maculifera hawaiiensis Heiman, 2005
- Mauritia maculifera maculifera Schilder, 1932
- Mauritia maculifera martybealsi Lorenz, 2002
- Mauritia maculifera scindata Lorenz, 2002

## Miêu tả
Loài này có kích thước giữa 28 mm và 89 mm

## Phân bố
Loài này có ở the Ấn Độ Dương dọc theo Chagos và Seychelles.

## Hình ảnh

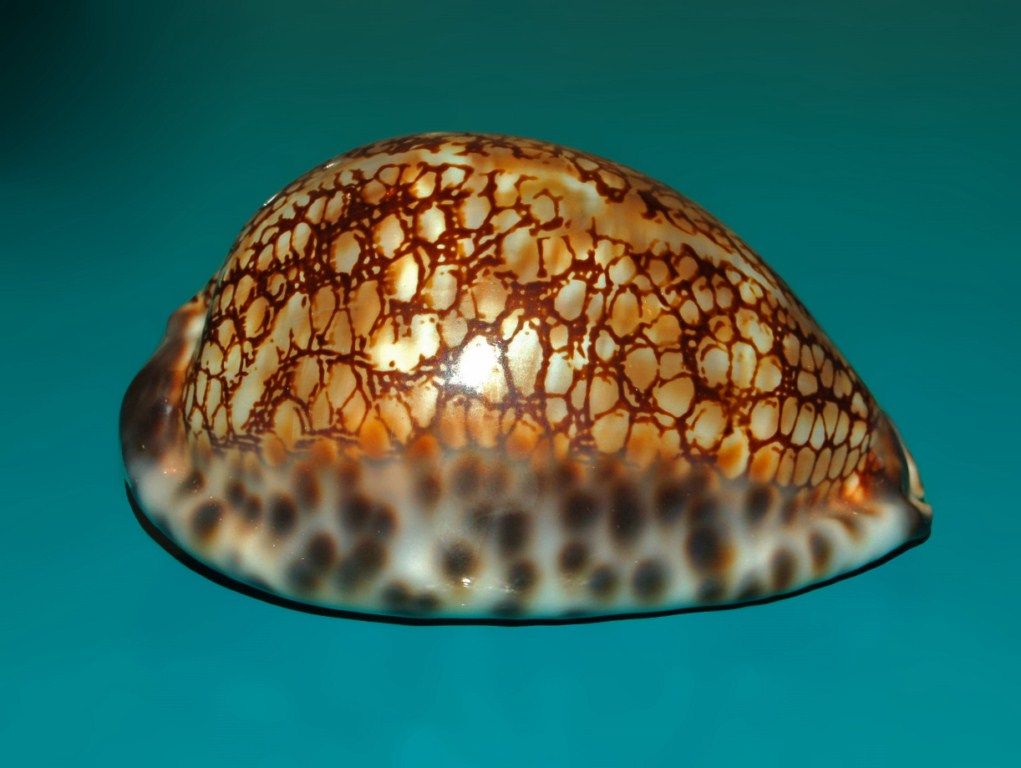
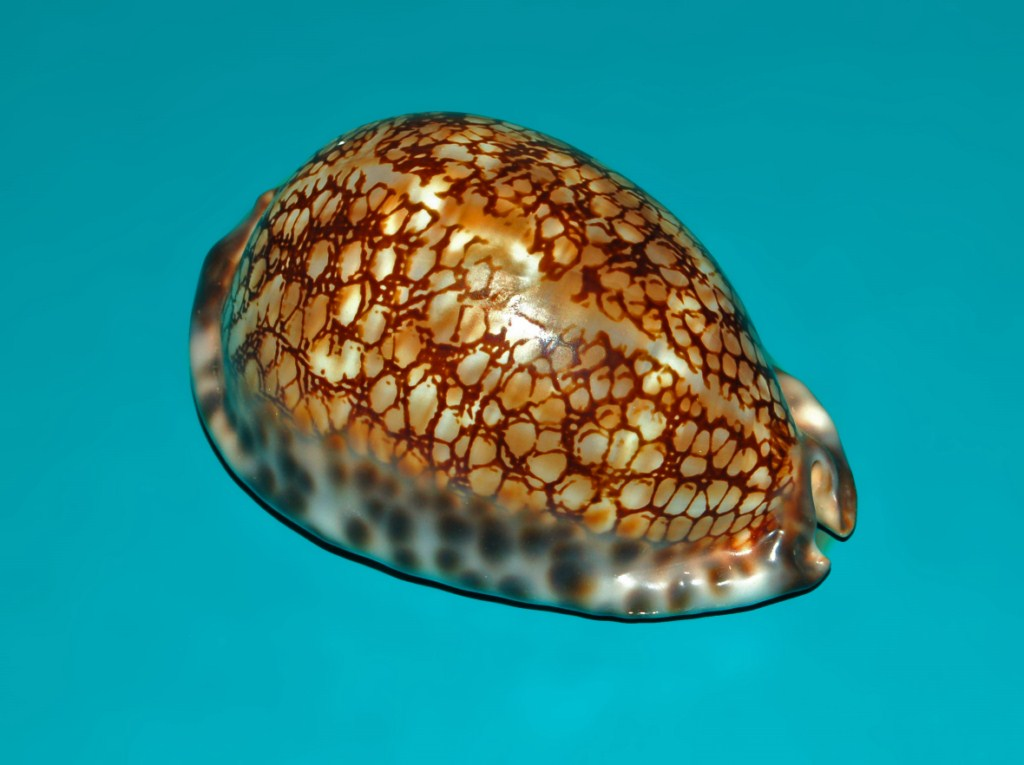
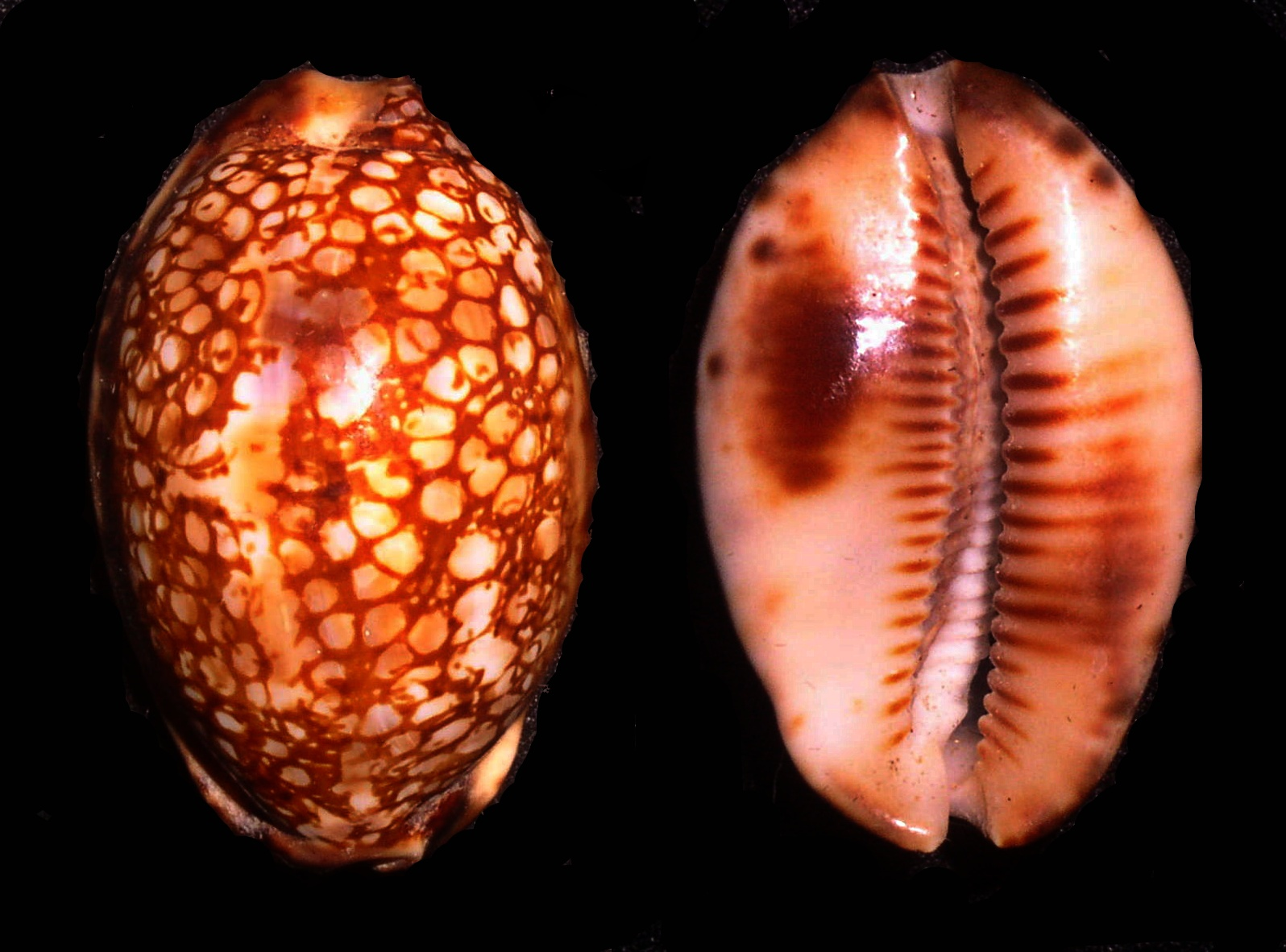